# Kerrobert (Saskatchewan)
Kerrobert est un bourg canadien du sud-ouest de la province de la Saskatchewan. C'est un petit centre commercial de 970 habitants, carrefour routier et ferroviaire secondaire à l'ouest de Saskatoon.

## Géographie
À vol d'oiseau, Kerrobert se situe à 170 km à l'ouest de Saskatoon, à 70 km à l'est de la frontière de l'Alberta. le bourg est établi à 700 m d'altitude. C'est un carrefour secondaire ferroviaire du Canadien Pacifique ainsi qu'un carrefour routier à la croisée des routes provinciales 51 (vers Biggar et Saskatoon), 31  et 21 ( vers Kindersley au sud) . La municipalité est enclavée dans les municipalités rurales de Mariposa n°350 à l'est et de Progress n° 351 à l'ouest. La superficie de la municipalité est de 8,47 km2. Du point de vue hydrographique, Kerrobert se situe sur un petit bassin endoréique dépendant du lac intermittent de White Heron.
Kerrobert est un centre commercial et de service pour son arrière-pays consacré à la culture des céréales et à l'élevage. L'extraction des hydrocarbures avec une station de pompage complète l'activité économique.

## Histoire
La colonisation de la région de Kerrobert débute en 1907 avec la rumeur de la construction d'une ligne de chemin de fer par le Canadien Pacifique. En 1910, le site de la ville est arpenté et la construction commence.

## Démographie
Au recensement de 2021, la municipalité urbaine de Kerrobert compte 970 habitants sur 8,47 km2 tandis que la municipalité rurale de Mariposa en compte 291 sur 635,16 km2 et celle de Progress 265 sur 788,45 km2.
| 1971  | 1976  | 1981  | 1986  |
| ----- | ----- | ----- | ----- |
| 1 180 | 1 100 | 1 141 | 1 288 |

| 1991  | 1996  | 2001  | 2006  |
| ----- | ----- | ----- | ----- |
| 1 143 | 1 109 | 1 111 | 1 001 |

| 2011  | 2016  | 2021 | - |
| ----- | ----- | ---- | - |
| 1 061 | 1 026 | 970  | - |

## Personnalités
- Robert L. Handbidge (1891-1974) : maire de Kerrobert et homme politique canadien
- Curtis Murphy (1975- ) : hockeyeur sur glace, né à Kerrobert ;
- Scott Reynolds (1981- ) : hockeyeur sur glace, né à Kerrobert ;